# Zhao Shuang
Zhao Shuang (21 de junho de 1990) é uma basquetebolista profissional chinesa.

## Carreira
Zhao Shuang integrou a Seleção Chinesa de Basquetebol Feminino, em Londres 2012 que terminou na sexta colocação. 